# Phú-lâu-na
Phú-lâu-na Di-đa-la-ni-tử (Sanskrit: Pūrṇa Maitrāyanīputra, Pāli: Puṇṇa Mantāniputta) là một trong các đệ tử đầu tiên của Phật Thích-ca Mâu-ni. Ông xuất thân trong một gia đình khá giả ở Ấn Độ cổ đại, ngay từ tên gọi đã thể hiện đặc điểm của ông: theo truyền thống, danh hiệu đầy đủ của Phú-lâu-na được dịch nghĩa là "người đầy ắp tình thương" (Mãn Từ Tử, tiếng Trung: 滿慈子), hàm ý một người có lòng từ bi rộng lớn và khả năng diễn đạt phong phú. Sinh trưởng trong nhung lụa nhưng Phú-lâu-na sớm nhận ra của cải và ái luyến thế gian đều là tạm bợ; ông cho rằng điều quý giá nhất chính là chân lý vĩnh cửu.
Sau khi xuất gia và chuyên cần tu học, không bao lâu Phú-lâu-na đã đạt đến trạng thái A-la-hán, được coi là một vị tu sĩ đã hoàn toàn giải thoát theo quan điểm Phật giáo. Với tài diễn thuyết thiên phú, Phú-lâu-na nổi bật trong hàng đệ tử Phật về khả năng giảng dạy giáo lý. Ông được mệnh danh là Thuyết pháp đệ nhất vì giảng giải giáo lý một cách lưu loát, dễ hiểu, phù hợp với nhiều đối tượng nghe khác nhau.
Một sự kiện tiêu biểu là khi Phú-lâu-na xin phép Đức Phật đi truyền bá giáo lý tại vùng Sunāparanta xa xôi – nơi dân chúng nổi tiếng hung bạo. Đức Phật đã thử thách quyết tâm của ông bằng cách hỏi: "Nếu đến đó họ mắng chửi ông thì sao?". Phú-lâu-na điềm tĩnh thưa rằng ông sẽ cảm thấy họ vẫn còn tốt vì "họ chưa đánh con". Khi được hỏi tiếp: "Nếu họ đánh ông thì thế nào?", ông đáp "họ vẫn còn tốt vì chưa giết con". Đến lần hỏi "Nếu họ giết ông thì sao?", Phú-lâu-na trả lời rằng ông sẽ biết ơn vì họ giúp mình sớm được giải thoát khỏi thân thể vốn là nguồn gốc của khổ đau. Nghe vậy, Đức Phật đã khen ngợi: "Lành thay! Ông đúng là người giáo hóa bậc nhất".
Về sau, truyền thống Phật giáo liệt ông vào nhóm mười vị đệ tử xuất sắc của Thích-ca Mâu-ni gọi là Thập đại đệ tử. Bao gồm Tôn giả Xá Lợi Phất (trí tuệ đệ nhất), Mục Kiền Liên (thần thông đệ nhất), Ma Ha Ca Diếp (đầu đà đệ nhất), A Na Luật (thiên nhãn đệ nhất), Tu Bồ Đề (giải không đệ nhất), Phú Lâu Na (thuyết pháp đệ nhất), Ca Chiên Diên (luận nghị đệ nhất), Ưu Ba Ly (trì luật đệ nhất), A Nan Đà (đa văn đệ nhất) và La Hầu La (mật hạnh đệ nhất).